# お金のソムリエ
お金のソムリエは、テレビ東京系列で2002年4月6日から2003年3月22日まで放送されたテレビ番組。

## 概要
時代の流れを「経済」という視点から見つめ、最新の金融動向、企画活動、ヒット商品動向など幅広いジャンルの最新情報を伝えていた。

## MC
- 藤沢久美
- セイン・カミュ